# Damage control
Damage control, DC (z ang. - minimalizacja uszkodzeń) - rodzaj działań ratunkowych; najpilniejsze, minimalne działania dla zmniejszenia lub wyeliminowania szkód i ograniczenia strat.

## W medycynie
Damage control surgery, DCS - jest to strategia postępowania z pacjentem z mnogimi obrażeniami ciała mająca na celu jego uratowanie. Polega na etapowym leczeniu obrażeń. W pierwszym etapie przeprowadza się leczenie operacyjne - operacje skrócone do niezbędnych czynności, bez których pacjent nie przeżyje kolejnych kilku godzin. Kolejny etap to leczenie w oddziale intensywnej terapii, wyprowadzenie pacjenta ze wstrząsu, wyrównanie objętości krążących płynów ustrojowych, poziomów elektrolitów w płynach ustrojowych oraz zapewnienie właściwego natlenienia pacjenta. Po uzyskaniu zadowalającego stanu pacjenta, po odpowiednim czasie, wykonuje się definitywne leczenie operacyjne.